# Santa Cruz de la Sierra Challenger 1997
Il Santa Cruz de la Sierra Challenger 1997 è stato un torneo di tennis facente parte della categoria ATP Challenger Series nell'ambito dell'ATP Challenger Series 1997. Il torneo si è giocato a Santa Cruz de la Sierra in Bolivia dal 25 al 31 agosto 1997 su campi in terra rossa.

## Vincitori

### Singolare
Guillermo Cañas ha battuto in finale  Márcio Carlsson con il punteggio di 6–2, 4–6, 6–2

### Doppio
Mariano Hood /  Sebastián Prieto hanno battuto in finale  Egberto Caldas /  Adriano Ferreira con il punteggio di 7–6, 4–6, 6–3